# Tetrazin

Tři izomery tetrazinu

Tetrazin je společné označení pro tři izomery organické sloučeniny, jejíž sumární vzorec je C2H2N4.